# Киреево (Медынский район)
Киреево — опустевшая деревня(на картах — урочище) в Медынском районе Калужской области России. Входит в состав сельского поселения «Деревня Михальчуково».
Кирей(Гирей, Герай) —род Крымских ханов.

## География
Расположена на реке Городенка. Рядом — деревня Чукаево.

## История
В 1782 году пустоши Киреева и Маркова Николая Гавриловича Огарёва.
В начале XIX века Машарово, Киреево и Махонино принадлежали внуку Огарёва, декабристу Александру Александровичу Челищеву.
По данным на 1859 год Киреева — владельческая деревня Медынского уезда при речке Городёнке, расположенная на правой стороне Московско-Варшавского шоссе. В ней 16 дворов и 136 жителей.
После реформ 1861 года вошла в Богдановскую волость. Население в 1892 году — 141 человек, в 1913 году — 111 человек.

## Население
| 2002 | 2010 |
| ---- | ---- |
| 0    | →0   |